# Cúp quốc gia Wales 1967–68
Cúp quốc gia Wales FAW 1967–68 là mùa giải thứ 81 của giải đấu bóng đá loại trực tiếp hàng năm dành cho các đội bóng ở Wales.

## Từ viết tắt
Tên giải đấu nằm sau tên các câu lạc bộ.
- CCL - Cheshire County League
- FL D2 - Football League Second Division
- FL D3 - Football League Third Division
- FL D4 - Football League Fourth Division
- SFL - Southern Football League
- WLN - Welsh League North
- W&DL - Wrexham & District Amateur League

## Vòng Năm
Vòng này có sự tham gia của 10 đội thắng ở vòng Bốn và 6 đội mới.
| Số thứ tự trận | Đội nhà         | Tỉ số | Đội khách         |
| -------------- | --------------- | ----- | ----------------- |
| 1              | Chester (FL D4) | 2–1   | Bangor City (CCL) |

## Vòng Sáu
| Số thứ tự trận | Đội nhà                  | Tỉ số | Đội khách       |
| -------------- | ------------------------ | ----- | --------------- |
| 1              | Brymbo Steelworks (W&DL) | 0–8   | Chester (FL D4) |

## Bán kết
| Số thứ tự trận | Đội nhà                | Tỉ số | Đội khách             |
| -------------- | ---------------------- | ----- | --------------------- |
| 1              | Chester (FL D4)        | 0–3   | Cardiff City (FL D2)  |
| 2              | Newport County (FL D4) | 0–1   | Hereford United (SFL) |

## Chung kết
| Số thứ tự trận | Đội nhà               | Tỉ số | Đội khách             |
| -------------- | --------------------- | ----- | --------------------- |
| 1              | Hereford United (SFL) | 0–2   | Cardiff City (FL D2)  |
| 1              | Cardiff City (FL D2)  | 4–1   | Hereford United (SFL) |